# Philipp Wiener
Johann Philipp Wiener (* 5. April 1785 in Darmstadt; † 23. Januar 1866 ebenda) war ein hessischer Gastwirt und Politiker und Abgeordneter der 2. Kammer der Landstände des Großherzogtums Hessen.
Philipp Wiener war der Sohn des Gastwirts („Zur Krone“ in Darmstadt) Ernst Gottlieb Christian Wiener und dessen Ehefrau Friederike Elisabeth, geborene Seidel. Wiener, der evangelischen Glaubens war, war wie sein Vater Gastwirt „Zur Krone“ in Darmstadt und heiratete Elisabeth Philippine geborene Dressel.
Von 1832 bis 1833 gehörte er der Zweiten Kammer der Landstände an. Er wurde für den Wahlbezirk Stadt Darmstadt gewählt. Daneben war er Gemeinderat in Darmstadt. Auch sein Bruder Louis Wiener war Landtagsabgeordneter.